# 湖畔诗人
湖畔詩人（Lake Poets）是19世紀前半期生活于英格蘭湖區的一批詩人，除去生活在湖區這一點之外，他們的寫作風格其實沒有太多相同點，只不過可以籠統地算入浪漫主義文學的範疇。 
湖畔詩人中最重要的是華茲華斯、柯勒律治和骚塞，此外多蘿西·華茲華斯、查爾斯·蘭姆、瑪麗·蘭姆、查爾斯·勞埃德、哈特雷·柯勒律治、約翰·威爾遜和托馬斯·德·昆西也佔據一席之地。

## 命名
湖畔詩人（亦稱Lake Poet School、Bards of the Lake、Lake School）最初是一個貶義詞，給人一種憂鬱、滿腹牢騷的印象。後來漸漸失去貶義，讀者們開始喜歡上他們詩歌中描繪的湖區風景。

## 擴展閱讀
- Lindop, Grevel.  3rd. Ammanford: Sigma Leisure. 2015: xii, 356. ISBN 9781910758120.